# Agora Hills
Agora Hills è un singolo della cantante statunitense Doja Cat, pubblicato il 3 ottobre 2023 come secondo estratto dal quarto album in studio Scarlet.

## Antefatti e pubblicazione
Doja Cat ha trascorso molti dei suoi anni formativi vivendo in una comune Āśrama, fondata e gestita dalla musicista jazz Alice Coltrane, a Agoura Hills, una città nelle Santa Monica Mountains in California. L'intenzionale errore di ortografia del titolo, Agora Hills, fa riferimento al tema dell'agorafilia, ovvero l'amore per la vita pubblica, la folla e l'attività, come suggerito dal testo della canzone riguardo la manifestazione pubblica d'affetto. Inoltre, Doja utilizza un accento da valley girl californiana in un intero verso della canzone. La rapper ha registrato il singolo durante un periodo di dieci giorni agli Harbor Studios di Malibù.
La rapper ha rivelato il titolo del brano nell'aprile 2023, condividendo sui suoi social media uno screenshot raffigurante il file audio di Agora Hills e di altre due tracce. In seguito, lo stesso mese, la cantante ha condiviso una foto sui social media contenente una scaletta preliminare dell'album Scarlet, nella quale viene confermata la presenza di Agora Hills. La cantante ha iniziato ad anticipare la pubblicazione del brano sin dal maggio 2023, quando sul suo account Twitter ha modificato la sua collocazione in "agora hills".
Il 3 settembre 2023 la rapper ha pubblicato un post sul social Instagram di lei con il cast sul set del video del brano. Più tardi, lo stesso mese, un frammento del brano è stato pubblicato sul suo sito ufficiale, confermando la pubblicazione al 22 settembre. La canzone è stata pubblicata nello stesso giorno di pubblicazione dell'album di appartenenza ma il brano è stato inviato alle radio americane solamente il 3 ottobre.

## Descrizione
La canzone è stata prodotta da Earl on the Beat, Gent!, Jean Baptiste e Bangs, che hanno anche contribuito a scrivere il testo del brano insieme alla cantante. Sono accreditati anche Brian Holland e Michael Lovesmith in qualità di scrittori del brano originale. Il mastering e il missaggio del brano sono stati gestiti rispettivamente da Mike Bozzi e Neal Pogue.
Il brano contiene un campionamento della canzone del 1975 All I Do Is Think of You, dei Jackson 5.

## Successo commerciale
Nella settimana di pubblicazione del 7 ottobre 2023 Agora Hills ha debuttato alla posizione 18 della Billboard Hot 100, grazie a 14,9 milioni di streaming e 1 300 download digitali, diventando la sua tredicesima top 20 nel Paese. La canzone ha poi raggiunto la settima posizione, diventando la sua nona top 10 nella suddetta classifica.
Il brano è inoltre diventato l'undicesimo della carriera della rapper a raggiungere la vetta della Rhythmic Airplay statunitense. Così facendo, Doja Cat ha eguagliato il record di Nicki Minaj in quanto donna con il terzo maggior numero di numero uno nella suddetta classifica, con nove ciascuno.

## Classifiche

### Classifiche settimanali
| Classifica (2023-24) | Posizione massima |
| -------------------- | ----------------- |
| Australia            | 14                |
| Canada               | 24                |
| Emirati Arabi Uniti  | 9                 |
| Filippine            | 10                |
| Francia              | 142               |
| Grecia               | 32                |
| India                | 6                 |
| Irlanda              | 35                |
| Libano               | 10                |
| Lituania             | 26                |
| Malaysia             | 3                 |
| Medio Oriente        | 20                |
| Nuova Zelanda        | 4                 |
| Portogallo           | 120               |
| Regno Unito          | 23                |
| Singapore            | 5                 |
| Stati Uniti          | 7                 |
| Sudafrica            | 22                |
| Svizzera             | 70                |
| Vietnam              | 33                |

### Classifiche di fine anno
| Classifica (2024) | Posizione |
| ----------------- | --------- |
| Canada            | 83        |
| Stati Uniti       | 17        |

## Date di pubblicazione
| Paese                 | Data             | Formato                     | Nota   |
| --------------------- | ---------------- | --------------------------- | ------ |
| Stati Uniti d'America | 3 ottobre 2023   | Rhythmic contemporary radio | [ 11 ] |
| Stati Uniti d'America | 14 novembre 2023 | Contemporary hit radio      | [ 47 ] |